# Bezirk Sambor

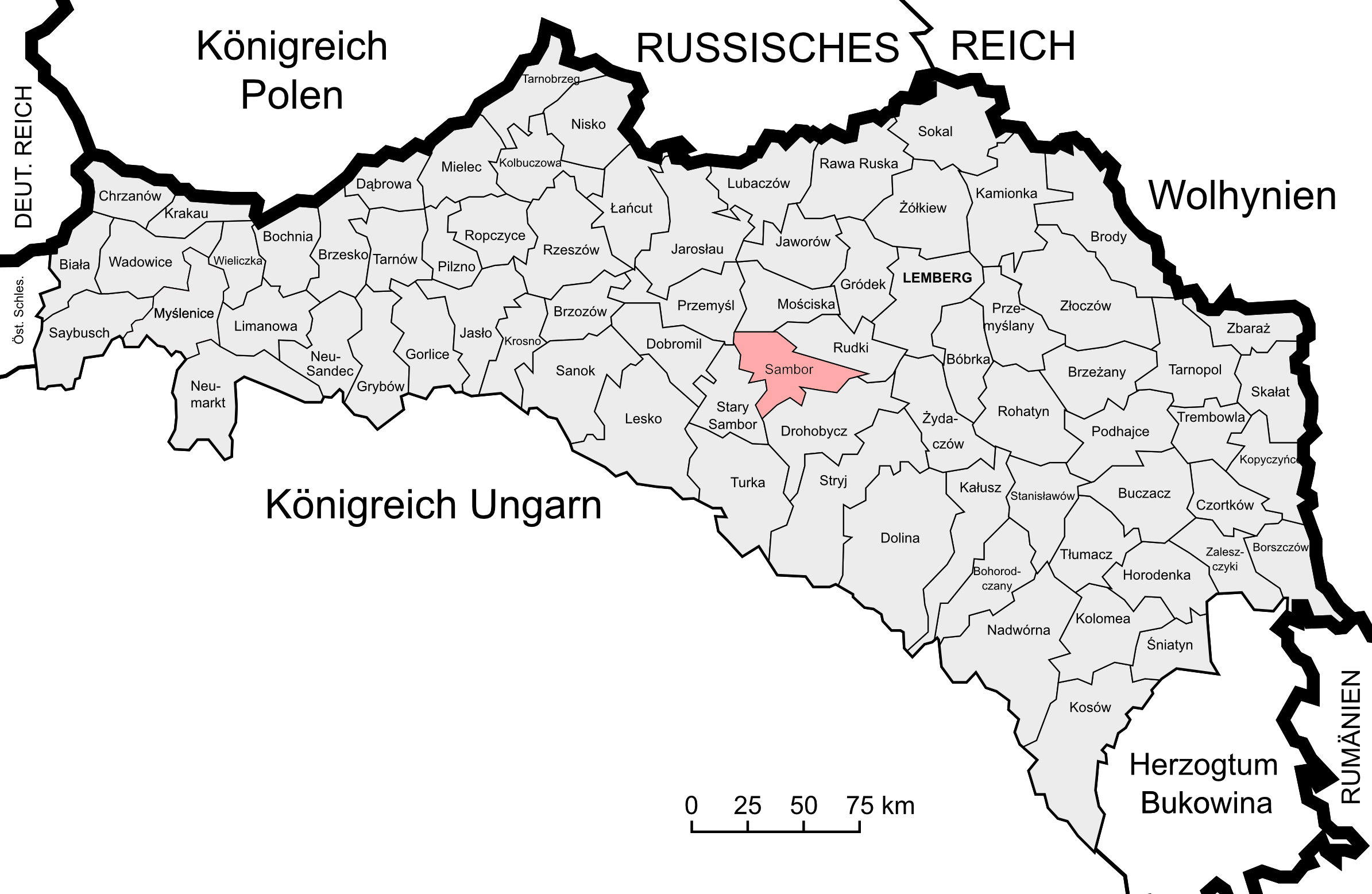
Lage des Bezirks Sambor im Kronland Galizien und Lodomerien

Der Bezirk Sambor war ein politischer Bezirk im Kronland Galizien und Lodomerien. Sein Gebiet umfasste Teile Ostgaliziens in der heutigen Westukraine (Oblast Lwiw, Rajon Sambir, Rajon Drohobytsch sowie Rajon Staryj Sambir). Sitz der Bezirkshauptmannschaft war die Stadt Sambor. Im November 1918 war der Bezirk nach dem Zusammenbruch der Donaumonarchie am Ende des Ersten Weltkriegs kurzzeitig Teil der Westukrainischen Volksrepublik.
Er grenzte im Norden an den Bezirk Mościska, im Nordosten an den Bezirk Rudki, im Südosten an den Bezirk Drohobycz, im Südwesten an den Bezirk Stary Sambor sowie im Nordwesten an den Bezirk Przemyśl.

## Geschichte
Ein Vorläufer des späteren Bezirks (Verwaltungs- und Justizbehörde zugleich) wurde zum Ende des Jahres 1850 geschaffen, die Bezirkshauptmannschaft Sambor war dem Regierungsgebiet Lemberg unterstellt und umfasste folgende Gerichtsbezirke:
- Gerichtsbezirk Sambor, Section I.
- Gerichtsbezirk Sambor, Section II.
- Gerichtsbezirk Bronica
- Gerichtsbezirk Stara Sól

Nach der Kundmachung im Jahre 1854 kam es am 29. September 1855 zur Einrichtung des Bezirksamtes Sambor (weiterhin für Verwaltung und Gerichtsbarkeit zuständig) innerhalb des Kreises Sambor.
Nachdem die Kreisämter Ende Oktober 1865 abgeschafft wurden und deren Kompetenzen auf die Bezirksämter übergingen, schuf man nach dem Österreichisch-Ungarischen Ausgleich 1867 auch die Einteilung des Landes in zwei Verwaltungsgebiete ab. Zudem kam es im Zuge der Trennung der politischen von der judikativen Verwaltung zur Schaffung von getrennten Verwaltungs- und Justizbehörden. Während die gerichtliche Einteilung weitgehend unberührt blieb, fasste man Gemeinden mehrerer Gerichtsbezirke zu Verwaltungsbezirken zusammen.
Der neue politische Bezirk Sambor wurde aus folgenden Bezirken gebildet:
- Bezirk Sambor (mit 32 Gemeinden)
- Bezirk Łąka (mit 22 Gemeinden)
- Teilen des Bezirks Starasól (Gemeinden Błożew Górna, Brześciany, Bylice, Czaple, Czyżki, Głęboka, Humienice, Janów, Koniów, Lutowiska, Pawłówka, Rakówa, Rogóźno, Sąsiadowice, Towarnia und Wola Raynowa)
- Teilen des Bezirks Drohobycz (Gemeinde Łużek Dolny)
- Teilen des Bezirks Pudbuż (Gemeinden Czerhawa, Kotowania, Łukawica, Mokrzany, Stupnica und Winniki, Łopuszna, Manasterzec, Podmanasterek, Sprynia, Sprynka, Stronna, Uroz, Zwór)
- Teilen des Bezirks Niżankowice (Gemeinden Markt Rajtarowice und Sadkowice)
- Teilen des Bezirks Mościska (Gemeinden Wola Baraniecka, Jatwięgi, Kornice und Więckowice mit Wola Więckowska)

Der Bezirk Sambor bestand bei der Volkszählung 1910 aus 88 Gemeinden sowie 61 Gutsgebieten und umfasste eine Fläche von 948 km². Hatte die Bevölkerung 1900 noch 96.215 Menschen umfasst, so lebten hier 1910 107.445 Menschen. Auf dem Gebiet lebten dabei mehrheitlich Menschen mit ruthenischer Umgangssprache (57 %) und griechisch-katholischem Glauben, Juden machten rund 8 % der Bevölkerung aus.

## Ortschaften
Auf dem Gebiet des Bezirks bestanden 1910 Bezirksgerichte in Łąka und Sambor, diesen waren folgende Orte zugeordnet:
Gerichtsbezirk Łąka:
- Bilina
- Bilinka
- Byków
- Dorożów
- Dublany
- Glinne
- Hordynia Rustykalna
- Hordynia Szlachecka
- Kornalowice
- Kranzberg
- Łąka Rustykalna
- Łąka Szlachecka
- Majnicz
- Nowoszyce
- Ortynice
- Ozimina
- Prusy
- Siekierczyce
- Tatary
- Wołoszcza

Gerichtsbezirk Sambor:
- Babina
- Barańczyce
- Bereżnica Rustykalna
- Bereżnica Szlachecka
- Biskowice
- Błażów
- Brzegi
- Brześciany
- Bukowa
- Burczyce Nowe
- Burczyce Stare
- Bylice
- Chlewiska
- Czaple
- Czerchawa
- Czukiew
- Czyszki
- Dąbrówka
- Głęboka
- Horodyszcze
- Humieniec
- Janów
- Kaisersdorf
- Kornice
- Kotowania
- Kowenice
- Krużyki
- Kulczyce Rustykalne
- Kulczyce Szlacheckie
- Łanowice
- Łopuszna
- Łukawica
- Lutowiska
- Maksymowice
- Manasterzec
- Mistkowice
- Mokrzany
- Mrozowice
- Nadyby
- Neudorf
- Olszanik
- Pianowice
- Piniany
- Radłowice
- Rajtarowice
- Rakowa
- Rogóźno
- Sadkowice
- Stadt Sambor
- Sąsiadowice
- Sielec
- Sprynia
- Spryńka
- Strzałkowice
- Stupnica
- Stupnica Polska
- Szade
- Torczynowice
- Torhanowice
- Uherce Zapłatyńskie
- Waniowice
- Więckowice
- Wojutycze
- Wola Baraniecka
- Wola Błażowska
- Wolica Polska
- Wykoty
- Zarajsko
- Zwór